# Selma Bacha
Pour les articles homonymes, voir Bacha.
Selma Bacha, née le 9 novembre 2000 à Lyon, est une footballeuse internationale française jouant au poste de latéral gauche à l'Olympique lyonnais.

## Biographie
Selma Bacha est d'origine algérienne par son père et tunisienne par sa mère.

### Carrière

#### Carrière en club
Selma Bacha joue de 2008 à 2009 au FC Gerland puis rejoint l'Olympique lyonnais. Elle réalise ses débuts en première division ainsi qu'en Ligue des champions féminine lors de la saison 2017-2018.
Elle est nommée pour le prix de meilleure espoir de l'année aux Trophées UNFP du football 2018.
En 2020, elle réalise le triplé Ligue des Champions-Coupe de France-Championnat de France avec l'OL. L'arrivée de l'internationale française Sakina Karchaoui au club au mercato 2020 la cantonne à un rôle de doublure au poste de latérale gauche pour la saison 2020-2021.
A l'été 2021, Sakina Karchaoui quitte le club pour rejoindre le PSG, ce qui va permettre à Selma Bacha de regagner une place de titulaire, qu'elle occupe encore aujourd'hui. La même année Selma Bacha prolonge son contrat jusqu'en 2025.
Le 16 décembre 2024, elle s'engage pour quatre saisons supplémentaires.

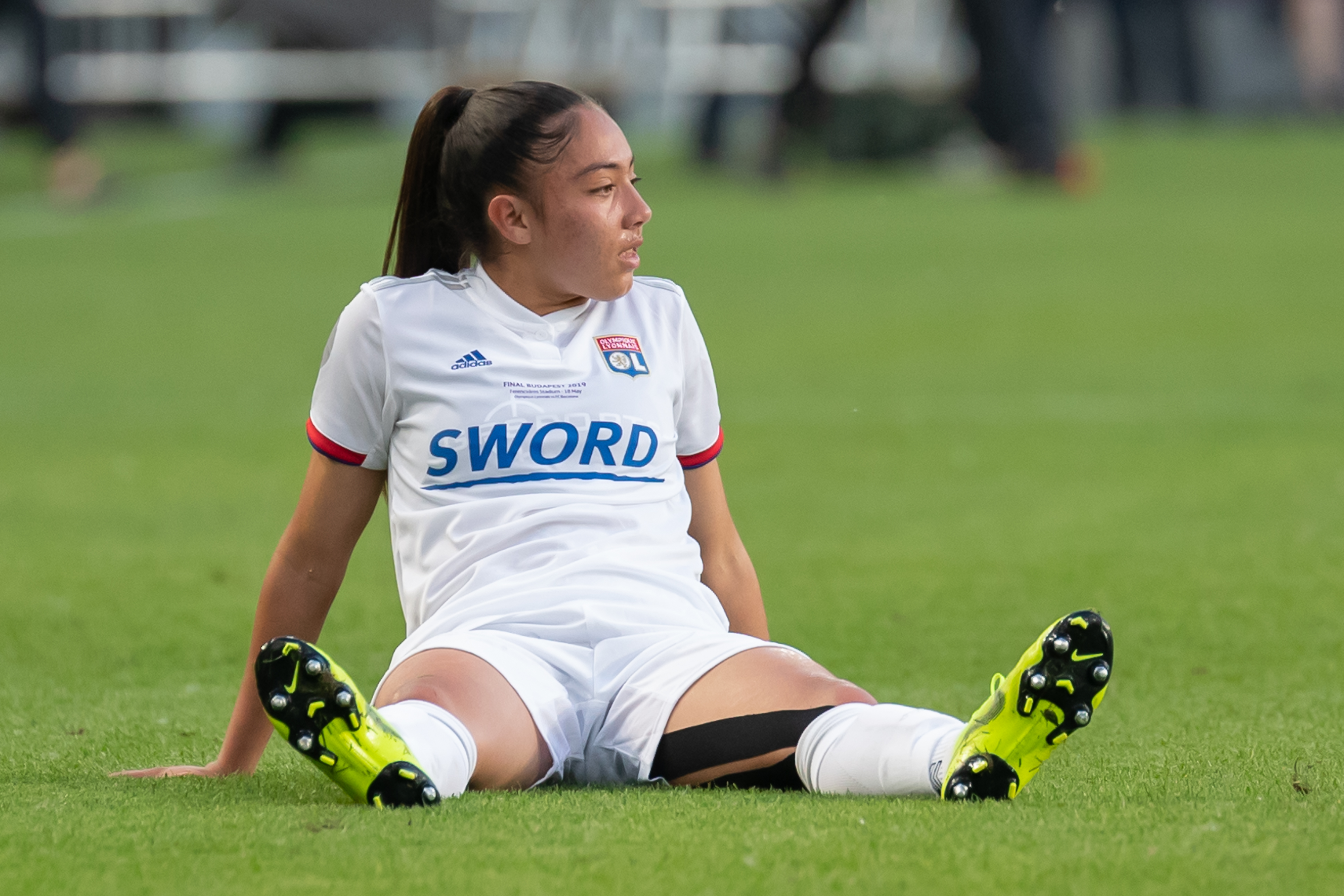
Avec l'Olympique Lyonnais en mai 2019

#### Carrière en sélection
Elle compte neuf sélections  avec l'équipe de France des moins de 16 ans en 2016 (avec deux buts marqués), treize sélections avec l'équipe de France des moins de 17 ans entre 2016 et 2017 (avec cinq buts marqués), dont trois matchs en phase finale du championnat d'Europe des moins de 17 ans 2017, et cinq sélections en équipe de France des moins de 20 ans depuis 2017. Elle participe à la coupe du monde des moins de 20 ans, organisée en France, où elle termine demi-finaliste en perdant contre l'Espagne ; elle perd la troisième place du tournoi aux tirs au but face aux Anglaises.
Elle remporte l’Euro U19 en 2019.
Elle est sélectionnée pour la première fois en équipe de France A, le 26 novembre 2021 lors du match des éliminatoires à la coupe du monde 2023, France-Kazakhstan. Elle participe au match France-Pays de Galles le 30 novembre et marque son premier but en équipe de France.
En 2022, elle fait partie des 23 sélectionnées pour disputer le Championnat d'Europe en Angleterre. En 2023, elle est sélectionnée pour la Coupe du Monde 2023, où elle délivre 2 passes décisives en 2 matchs lors de la phase de poules.
En 2024, elle participe aux Jeux olympiques de Paris.
Le 5 juin 2025, Sacha Bacha figure dans la liste des 23 joueuses retenues par Laurent Bonadei pour disputer le Championnat d'Europe en Suisse.

## Statistiques

### Club
| Saison                | Club                  | Championnat           | Championnat | Championnat | Championnat | Coupe(s) nationale(s) | Coupe(s) nationale(s) | Coupe(s) nationale(s) | Supercoupe | Supercoupe | Supercoupe | Compétition(s) continentale(s) | Compétition(s) continentale(s) | Compétition(s) continentale(s) | Compétition(s) continentale(s) | Total | Total | Total |
| Saison                | Club                  | Division              | M.          | B.          | P.d.        | M.                    | B.                    | P.d.                  | M.         | B.         | P.d.       | Comp.                          | M.                             | B.                             | P.d.                           | M.    | B.    | P.d.  |
| 2017-2018             | Olympique lyonnais    | Division 1            | 11          | 0           | 4           | 6                     | 2                     | 2                     | -          | -          | -          | WCL                            | 6                              | 0                              | 2                              | 23    | 2     | 8     |
| 2018-2019             | Olympique lyonnais    | Division 1            | 15          | 0           | 4           | 2                     | 0                     | 1                     | -          | -          | -          | WCL                            | 7                              | 1                              | 3                              | 24    | 1     | 8     |
| 2019-2020             | Olympique lyonnais    | Division 1            | 6           | 0           | 1           | 4                     | 0                     | 0                     | -          | -          | -          | WCL                            | 5                              | 0                              | 0                              | 15    | 0     | 1     |
| 2020-2021             | Olympique lyonnais    | Division 1            | 10          | 0           | 4           | 1                     | 0                     | 0                     | -          | -          | -          | WCL                            | 5                              | 0                              | 0                              | 16    | 0     | 4     |
| 2021-2022             | Olympique lyonnais    | Division 1            | 19          | 3           | 9           | 2                     | 0                     | 1                     | -          | -          | -          | WCL                            | 11                             | 0                              | 9                              | 32    | 3     | 19    |
| 2022-2023             | Olympique lyonnais    | Division 1            | 14          | 2           | 9           | 3                     | 0                     | 0                     | 1          | 0          | 0          | WCL                            | 8                              | 0                              | 1                              | 26    | 2     | 10    |
| 2023-2024             | Olympique lyonnais    | Division 1            | 16+2        | 0           | 7           | 4                     | 0                     | 2                     | 1          | 0          | 0          | WCL                            | 10                             | 1                              | 2                              | 33    | 1     | 11    |
| 2024-2025             | Olympique lyonnais    | Première Ligue        | 10+2        | 0           | 3           | 0                     | 0                     | 0                     | 0          | 0          | 0          | WCL                            | 6                              | 0                              | 1                              | 18    | 0     | 4     |
| Total sur la carrière | Total sur la carrière | Total sur la carrière | 101+4       | 5           | 41          | 22                    | 2                     | 7                     | 2          | 0          | 0          | -                              | 58                             | 2                              | 18                             | 187   | 9     | 66    |

## Palmarès

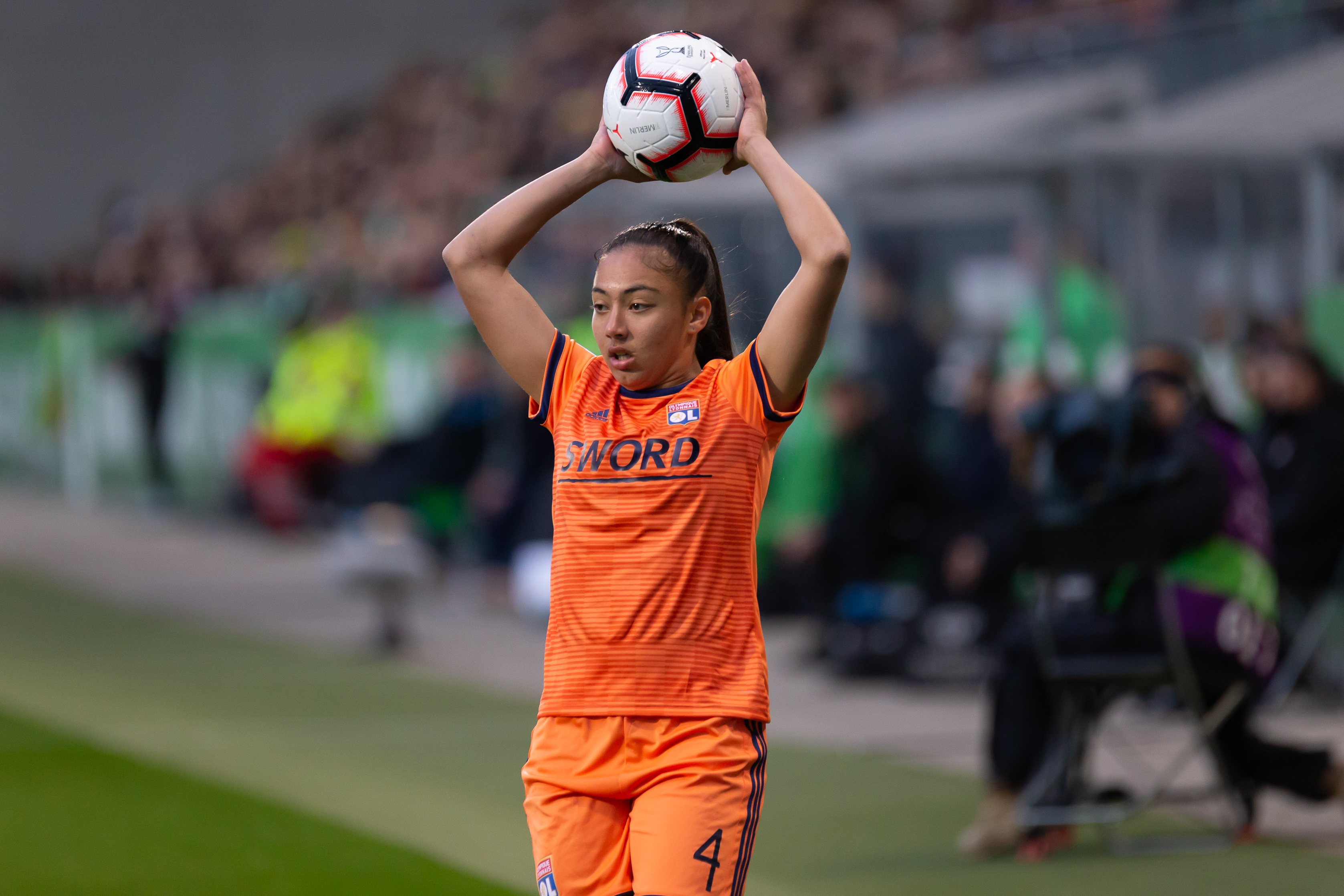
Avec l'Olympique lyonnais en mars 2019.

### En club
Olympique lyonnais
- Championnat de France (7)
  - Championne : 2018, 2019, 2020, 2022, 2023, 2024 et 2025
- Coupe de France (3) 
  - Vainqueur : 2019, 2020 et 2023
  - Finaliste : 2018
- Trophée des championnes (3)
  - Vainqueur : 2019, 2022 et 2023
- Ligue des champions féminine (4)
  - Vainqueur : 2018, 2019, 2020 et 2022
  - Finaliste : 2024
- Women's International Champions Cup
  - Vainqueur en 2022
- Challenge national U19
  - Finaliste : 2016 et 2017[14].

### En sélection
Équipe de France U19
- Euro -19 ans (1)
  - Vainqueur : 2019

 Équipe de France
- Tournoi de France (1)
  - Vainqueur : 2022
- Ligue des nations féminine de l'UEFA
  - Finaliste : 2024

### Distinctions personnelles
- Trophée D1 Arkema joueuse du mois de novembre en 2021[15]
- Trophée D1 Arkema joueuse du mois d'octobre en 2021[16]
- Meilleure passeuse de la Ligue des Champions 2021-2022 (9 passes)[17]
- Meilleure jeune de la saison de Ligue des Champions 2021-2022[18].